# Hugh May
Hugh May (1621 – 21 febbraio 1684) è stato un architetto britannico.
Fu amico del pittore Peter Lely e introdusse in Inghilterra i temi del Palladianesimo olandese portati in auge da Jacob van Campen e Pieter Post, realizzando, assieme a Roger Pratt, abitazioni in seguito identificate, erroneamente, come di tipo Wren.
Della sua produzione resta solo un'abitazione londinese (Eltham Lodge) a pianta rettangolare, sormontata da un frontone e rivestita in mattoni posti a contrasto con pilastri in pietra.
Lavorò, con Antonio Verrio e Grinling Gibbons, nel Castello di Windsor, ideando alcune delle più interessanti decorazioni barocche dell'Europa settentrionale, oggi perdute.